# بیطار
شیخ ابوعبدالله حسین بن احمد معروف به بیطار از علما و فقه‌ها و محدثین است. در علوم ادبی، قرآن، تفسیر، تصوف و و طب ماهر بود. در فقه ابتدا از روش داوودیه یا ظاهریه ( ظاهریه کسانی بودند که فقط به ظواهر آیات و اخبار توجه داشتند و به آنها عمل می‌کردند.) تبعیت می‌کرد ولی بعداً به مذهب شافعی گرائید. در وعظ و خطابه زبانی گویا و در حل مشکلات دستی قوی داشت. وی در سال ۳۶۱ هجری قمری وفات یافت و در محلهٔ مقاریضی مدفون شد.